# Åsgård
Åsgård est une ville de Norvège située dans le comté de Troms, à trois kilomètres de Tromsø.
Pour la Cité des Ases de la mythologie scandinave, voir Asgard.